# Gunther Geltinger
Gunther Geltinger (* 12. Januar 1974 in Erlenbach am Main) ist ein deutscher Schriftsteller.

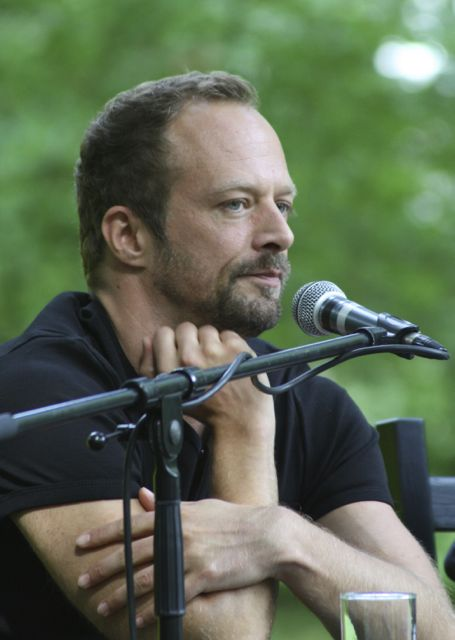
Gunther Geltinger beim Erlanger Poetenfest 2013

## Leben und Wirken
Gunther Geltinger studierte nach dem Abitur Drehbuch und Dramaturgie an der Universität für Musik und Darstellende Kunst in Wien und als Postgraduierter an der Kunsthochschule für Medien in Köln. Dort lebt er seitdem auch. 
2011 nahm er auf Einladung von Alain Claude Sulzer am Ingeborg-Bachmann-Preis 2011 teil. Sein Debütroman Mensch Engel wurde in verschiedene Sprachen übersetzt und auch als Taschenbuch veröffentlicht. 2013 erschien Moor, sein zweiter Roman. In diesem beschreibt Geltinger das Liebesverhältnis zwischen einer depressiven Mutter und ihrem stotternden Sohn. Der Spiegel bezeichnete das Werk als „anspruchsvolle Literatur in guter alter Suhrkamp-Tradition“.

## Auszeichnungen (Auswahl)
- 2004: Literaturpreis der Schwulen Buchläden für Leben 200 Meter in: Im Paradies (Erzählung)
- 2007: Rolf-Dieter-Brinkmann-Stipendium der Stadt Köln
- 2008: Nominierung für den aspekte-Literaturpreis
- 2011 Teilnahme am Ingeborg-Bachmann-Preis[4]
- 2011: Heinrich-Heine-Stipendiat der Stadt Lüneburg
- 2011: Inselschreiber[5]
- 2013: Förderpreis des Landes Nordrhein-Westfalen für junge Künstlerinnen und Künstler
- 2015: Aufenthaltsstipendium des Internationalen Künstlerhauses Villa Concordia in Bamberg
- 2015: August-Graf-von-Platen-Preis
- 2022: Dieter-Wellershoff-Stipendium der Stadt Köln[6]

## Werke
- Mensch Engel. Schöffling & Co., 2008, ISBN 978-3-89561-366-1.
  - Mens engel. Anthos, Amsterdam, 2010, ISBN 978-90-414-1427-4.
  - Hombre Ángel. Editorial Pre-Textos, 2012, ISBN 978-8415297529.
- Moor. Roman. Suhrkamp, Berlin 2013, ISBN 978-3-518-42393-6.[7]
- Benzin. Roman. Suhrkamp, Berlin 2019, ISBN 978-3-518-42859-7.